# Token Bus
Token Bus ist eine Form des Zugriffsverfahrens Token-Passing in einem Rechnernetz und ist im IEEE-Standard 802.4 definiert.

## Technik
Grundlage von Token Bus ist das Token, das im Netzwerk von einer Station zur benachbarten Station weitergeleitet wird. Die benachbarte Station wird bei Token Bus (im Gegensatz zu Token Ring) anhand einer Adresse bestimmt. Dazu erhöht die sendende Station ihre Knoten-ID um den Wert 1, um den Nachbar zu adressieren.
Der Name Bus ergibt sich dadurch, dass das Token über das gesamte Netz gesendet und von allen Stationen empfangen wird. Nur die Station mit der nächsthöheren Knoten-ID darf das Token entgegennehmen. Wird das ankommende Token nicht benötigt, wird ein neues Token mit der Nachbaradresse erstellt und weitergeschickt.
Die Initialisierung des Token Bus-Netzwerks erfolgt, indem alle Stationen den Bus abhören. Wird innerhalb eines bestimmten Zeitintervalls von einer Station keine Information empfangen, so versucht diese, das Token zu beanspruchen und anschließend den logischen Ring aufzubauen.
Zur Ring-Erweiterung fragt jede Station periodisch, ob Stationen mit Adressen zwischen der eigenen Adresse und der des Nachfolgers, an den das Token sonst weitergereicht wird, die Aufnahme in den logischen Ring wünschen. Ist dies der Fall, gibt die Station, die das Token besitzt, diesen an die neue Station weiter und erlaubt ihr somit die Eingliederung in den logischen Ring.
Will eine Station den logischen Ring verlassen, so wartet sie, bis sie das Token erhält. Besitzt sie das Token, teilt sie ihrer Vorgängerstation die Adresse ihres Nachfolgers mit und gibt anschließend das Token an den Nachfolger weiter. Somit bleibt der logische Ring erhalten.
Eine typische Anwendung von Token Bus ist ARCNET oder der Feldbus Profibus.

## Vorteile von Token Bus
- Für Produktionstechniken wie z. B. Fertigungstechnik und Verfahrenstechnik benötigt man deterministische Antwortzeiten und Datenraten, d. h. die maximalen Antwortzeiten und minimalen Datenraten müssen garantiert werden. Ethernet, nach IEEE 802.3, kann keine Garantien bezüglich der Antwortzeit machen und ist daher ungeeignet. Nur die Echtzeit-Varianten von Ethernet, z. B. RTnet, PROFINET, EtherCAT oder SERCOS III, sind dazu in der Lage.
- Beim Trennen einer Station ist bei Token Ring der Ring nicht mehr arbeitsfähig. Dieses Risiko wird bei Verwendung von Multistation Access Units allerdings deutlich geringer. Bei Token Bus stellt sich dieses Problem nicht, sofern der Bus nicht durchtrennt wird.
- Die Leitungslänge ist kürzer als bei Token Ring, da kein geschlossener Ring existiert. Dies hat vor allem Kostenvorteile.

Auch beim Token Bus wird der Zugriff über Token Passing geregelt, nur besitzt das Netz Bus- oder Baumstruktur. Eine logische Ringstruktur setzt dabei auf eine physikalische Busstruktur. Das Verfahren wird z. B. beim ARCNET und in der industriellen Automatisierung bei Manufacturing Automation Protocol (MAP) verwendet. Daher wird die Reihenfolge der Stationen nicht durch die hardwaremäßige Verbindung, sondern rein logisch durch die Adresszuordnung erledigt. Die Tokens werden von der Station mit der höchsten Adresse an diejenige mit der nächstniedrigeren weitergereicht. Die Station mit der niedrigsten Adresse schließt den logischen Ring durch Adressierung auf die höchste Adresse.